# Liste der Staatspferderassen der Bundesstaaten der Vereinigten Staaten
Dies ist eine Liste der offiziellen Staatspferderassen der Bundesstaaten der Vereinigten Staaten. Diese Pferderassen gelten als bundesstaatliche Wahrzeichen in den jeweiligen Bundesstaaten der Vereinigten Staaten.
| Bundesstaat    | Abbildung | Deutscher Name          | Englischer Name         | Jahr |
| -------------- | --------- | ----------------------- | ----------------------- | ---- |
| Alabama        |           | Racking Horse           | Racking horse           | 1975 |
| Alaska         |           |                         |                         |      |
| Arizona        |           |                         |                         |      |
| Arkansas       |           |                         |                         |      |
| Colorado       |           |                         |                         |      |
| Connecticut    |           |                         |                         |      |
| Delaware       |           |                         |                         |      |
| Florida        |           |                         | Florida Cracker Horse   | 2008 |
| Georgia        |           |                         |                         |      |
| Hawaii         |           |                         |                         |      |
| Idaho          |           | Appaloosa               | Appaloosa horse         | 1975 |
| Illinois       |           |                         |                         |      |
| Kalifornien    |           |                         |                         |      |
| Kansas         |           |                         |                         |      |
| Kentucky       |           | Englisches Vollblut     | Thoroughbred horse      | 1996 |
| Louisiana      |           |                         |                         |      |
| Maine          |           |                         |                         |      |
| Maryland       |           | Englisches Vollblut     | Thoroughbred horse      | 2003 |
| Massachusetts  |           | Morgan                  | Morgan horse            | 1970 |
| Michigan       |           |                         |                         |      |
| Minnesota      |           |                         |                         |      |
| Mississippi    |           |                         |                         |      |
| Missouri       |           | Missouri Foxtrotter     | Missouri Fox Trotter    | 2002 |
| Montana        |           |                         |                         |      |
| Nebraska       |           |                         |                         |      |
| Nevada         |           |                         |                         |      |
| New Hampshire  |           |                         |                         |      |
| New Jersey     |           |                         | Horse (Equus caballus)  | 1977 |
| New Mexico     |           |                         |                         |      |
| New York       |           |                         |                         |      |
| North Carolina |           |                         | Colonial Spanish Horse  | 2010 |
| North Dakota   |           |                         | Nokota horse            | 1993 |
| Ohio           |           |                         |                         |      |
| Oklahoma       |           |                         |                         |      |
| Oregon         |           |                         |                         |      |
| Pennsylvania   |           |                         |                         |      |
| Rhode Island   |           |                         |                         |      |
| South Carolina |           |                         | Carolina Marsh Tacky    | 2010 |
| South Dakota   |           |                         |                         |      |
| Tennessee      |           | Tennessee Walking Horse | Tennessee Walking Horse | 2000 |
| Texas          |           | American Quarter Horse  | American quarter horse  | 2009 |
| Utah           |           |                         |                         |      |
| Vermont        |           | Morgan                  | Morgan horse            | 1961 |
| Virginia       |           |                         |                         |      |
| Washington     |           |                         |                         |      |
| West Virginia  |           |                         |                         |      |
| Wisconsin      |           |                         |                         |      |
| Wyoming        |           |                         |                         |      |

## Weblink
- Übersicht der einzelnen Staatspferderassen der Bundesstaaten der USA (engl.)